# Malmījān
Malmījān (persiska: ملميجان) är en ort i Iran.   Den ligger i provinsen Lorestan, i den nordvästra delen av landet, 300 km sydväst om huvudstaden Teheran. Malmījān ligger 1 758 meter över havet och antalet invånare är 705.
Terrängen runt Malmījān är kuperad åt sydost, men åt nordväst är den platt.Runt Malmījān är det tätbefolkat, med 257 invånare per kvadratkilometer. Närmaste större samhälle är Borujerd, 14,4 km sydost om Malmījān. Trakten runt Malmījān består till största delen av jordbruksmark.